# Cratere Priestley (Luna)
Priestley è un cratere lunare di 54,88 km situato nella parte sud-occidentale della faccia nascosta della Luna.
Il cratere è dedicato al chimico britannico Joseph Priestley.